# Bene
Pour les articles homonymes, voir Bene (homonymie).
Bene est un pagasts de Lettonie.